# Sabicea novogranatensis
Sabicea novogranatensis är en måreväxtart som beskrevs av Karl Moritz Schumann. Sabicea novogranatensis ingår i släktet Sabicea och familjen måreväxter. Inga underarter finns listade i Catalogue of Life.